# Ричи, Николь
Нико́ль Ками́ль Ри́чи (англ. Nicole Camille Richie, урождённая Эсковедо (англ. Escovedo; род. 21 сентября 1981, Беркли, Калифорния, США) — американская актриса, певица, продюсер, фотомодель и дизайнер.
Приёмная дочь музыканта Лайонела Ричи. Известность ей принесли реалити-шоу «Простая жизнь» и скандальная светская жизнь.

## Биография
Николь Камиль Эсковедо родилась в городе Беркли (штат Калифорния, США) и имеет мексиканское, английское и афроамериканское происхождение. Её биологическим отцом является Питер Майкл Эсковедо, брат певицы Шейлы И., а её биологической матерью является Карен Мосс. Когда ей исполнилось три года, её биологические родители согласились разрешить ей переехать к Лайонелу Ричи, потому что они не могли позволить себе обеспечивать её. «Мои родители дружили с Лайонелом», — сказала она в 2003 году. «Они верили, что они смогут лучше меня обеспечить». Лайонел Ричи и его жена Бренда Харви-Ричи взяли её в свою семью. Когда ей было 9 лет, Ричи официально удочерили Николь. Николь до сих пор общается со своей родной матерью. Крестными родителями Николь являются Майкл Джексон и Квинси Джонс.
В детстве Николь занималась фигурным катанием, училась играть на гитаре, виолончели, скрипке и фортепиано. Ричи закончила The Buckley School в Шерман Оукс и два года отучилась на факультете искусств и массмедиа в Университете Аризоны.

## Карьера

### Карьера в кино и на телевидении
Первым телевизионным проектом Ричи, принесшим ей популярность, стало реалити-шоу «Простая жизнь», которое вышло на канале Fox 2 декабря 2003 и имело большой успех.
Свою первую роль в кино Ричи сыграла в 2005 году в фильме «Американские детки». Позднее она сыграла небольшие роли в телевизионных сериалах, таких как «Ив», «Чак», «8 простых правил для друга моей дочери-подростка», «Действуй, крошка» и «Американские мечты».

### Другие проекты
В 2005 году вышла книга Николь Ричи «Правда о бриллиантах». Образ главной героини — Хлои Паркер основан на биографии самой Николь, хотя многое в книге является вымыслом.
Ричи работала моделью Bongo Jeans и была лицом торговой марки Jimmy Choo.

## Личная жизнь
11 декабря 2010 года Ричи вышла замуж за Джоэла Мэддена, они встречались с ноября 2006 года, у них есть дочь и сын — Харлоу Уинтер Кейт Мэдден (11.01.2008) и Спарроу Джеймс Миднайт Мэдден (09.09.2009).

### Проблемы со здоровьем
Осенью 2006 года начали появляться слухи о том, что Николь Ричи страдает пищевым расстройством. В интервью журналу Vanity Fair Ричи призналась: «Я знаю, что сейчас я выгляжу очень худой. Я не хочу, чтоб девочки смотрели на меня и говорили: „Я тоже хочу так выглядеть“». Также она сказала, что находится под наблюдением врача и специалиста по правильному питанию. В сентябре 2006 года Ричи заявила, что не страдает ни анорексией, ни булимией, ни каким-либо иным пищевым расстройством.
В марте 2007 года Ричи была госпитализирована с диагнозом гипогликемия.

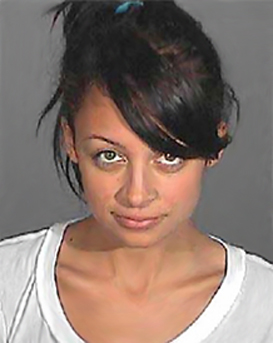
Фотография Ричи, сделанная при аресте в декабре 2006 г.

### Проблемы с законом
В феврале 2003 года Николь Ричи была арестована в г. Малибу, Калифорния. Ей были предъявлены обвинения в хранении героина и управлении автомобилем с аннулированными правами.
11 декабря 2006 года Ричи вновь подверглась аресту по подозрению в управлении автомобилем под воздействием наркотиков. Она призналась в употреблении марихуаны и сильнодействующих обезболивающих препаратов, но по предъявленным обвинениям виновной себя не признала. На судебном слушании, состоявшемся 27 июля, Ричи была приговорена к четырём дням тюремного заключения. Ей также был назначен штраф и трехлетний испытательный срок. 23 августа 2007 Ричи прибыла в тюрьму Линвуд для отбывания срока, но была выпущена 82 минуты спустя в связи с переполненностью тюрьмы и ненасильственным характером преступления, за которое она была осуждена.

## Избранная фильмография
| Год  |   | Русское название    | Оригинальное название | Роль              |
| ---- | - | ------------------- | --------------------- | ----------------- |
| 2004 | с | Клиент всегда мёртв | Six Feet Under        | в роли самой себя |